# Escritório do Crime
Escritório do Crime também conhecido pela sigla EC, nome de uma milícia de pistoleiros e matadores de elite que atua na zona oeste do Rio de Janeiro nascida da exploração imobiliária ilegal em atividades como grilagem, construção, venda e locação ilegal de imóveis, cuja principal atividade é assassinato sob encomenda.  O grupo é composto por policiais militares, ex-policiais que foi comandado pelo ex-capitão do BOPE Adriano Nóbrega (preso duas vezes, sob suspeição de ligações com a máfia de caça-niqueis e jogo do bicho e réu em processos de grilagem) e pelo major da Polícia Militar Ronald Pereira, ambos alvos da operação "Os Intocáveis".
Investigações indicam que o grupo usa técnicas de planejamento avançadas, aprendidas dentro da própria polícia, para executar suas atividades. Veículos são cuidadosamente escolhidos e adulterados desde seus acessórios até suas placas e ano, de modo a serem transformados em "carros limpos" segundo sua terminologia, a fim de despistar eventuais investigações. Após essa etapa de preparo estuda-se a rotina do alvo e planeja-se o local e hora da execução. O processo de planejamento busca por áreas sem câmeras de vigilância, pouco movimentadas e próximas a rotas de fuga.

## Histórico
Suspeita-se que o grupo esteja envolvido em 19 homicídios não esclarecidos desde 2002, como o assassinato do bicheiro Waldomiro Paes Garcia em 28 de setembro de 2004 e do empresário Marcelo Diotti da Mata no estacionamento de um restaurante na Avenida das Américas, morto no mesmo dia de Marielle Franco e Anderson Gomes.
Em agosto de 2018 passaram a ser investigados sob acusação de envolvimento com o assassinato de Marielle Franco e Anderson Gomes no dia 14 de março do mesmo ano . Suspeita-se que o assassinato da vereadora e de seu motorista tenham sido cometidos pelo grupo a fim de evitar que ela atrapalhasse seus negócios. A  vereadora teria atravessado as atividades imobiliárias dos milicianos ao interferir num projeto de verticalização da comunidade de Rio das Pedras, o que resultaria em grandes perdas a eles, o que teria motivado-os a executá-la. Apesar da suspeição do envolvimento do grupo com no caso, não se descarta a hipótese de envolvimento do miliciano Orlando de Oliveira Araújo e do vereador Marcello Siciliano.
Em 22 de janeiro de 2019 foi noticiado que o recém-eleito senador Flávio Bolsonaro, filho do presidente Jair Bolsonaro, empregou em seu gabinete desde o início de 2008 até novembro de 2018 a esposa do ex-capitão suspeito de liderar o grupo, Adriano Nóbrega, e desde abril de 2016, dois anos após sua expulsão da PM, empregou sua mãe, Raimunda Veras Magalhães. O outro suspeito de comandar a milícia, major Ronald Pereira, também já foi homenageado por Flávio na Assembleia.

## Liderança
Adriano Magalhães da Nóbrega, também conhecido como Capitão Adriano, foi um policial militar e miliciano carioca. Durante sua carreira como policial militar, trabalhou como segurança de pessoas ligadas ao jogo do bicho no Rio de Janeiro, tornou-se um dos líderes do Escritório do Crime e integrou uma milícia que atua em Rio das Pedras, zona oeste do Rio do Janeiro. Antes de ser expulso da PM fluminense em 2014, havia sido preso e solto por três crimes, entre os quais um assassinato e uma tentativa de assassinato, mas acabou absolvido por falta de provas.
Adriano da Nóbrega ficou também notabilizado nacionalmente pelo seu histórico de ligações com Flávio Bolsonaro, filho do presidente da República Jair Bolsonaro. Quando esteve preso pela primeira vez, acusado pelo homicídio de um guardador de carros, foi condecorado pelo então deputado estadual Flávio Bolsonaro com a Medalha Tiradentes, mais alta honraria da Assembleia Legislativa do Rio de Janeiro. Após a absolvição do PM em 2007, Flávio Bolsonaro passou a empregar a mãe e a mulher do Capitão Adriano em seu gabinete na Alerj. Anos depois, foi denunciado em investigações que apuravam a prática de "rachadinha" no gabinete de Flávio Bolsonaro na Alerj. Segundo o Ministério Público do Rio de Janeiro, Nóbrega ficava com parte dos valores arrecadados pelo então deputado estadual, em um esquema gerenciado por Fabrício Queiroz, policial militar e ex-assessor parlamentar de Flávio Bolsonaro. Era considerado foragido da Justiça brasileira desde uma operação deflagrada pelo Ministério Público do Rio de Janeiro contra milicianos em 2019, com acusações de crimes como agiotagem, grilagem de terras, pagamento de propina a agentes públicos e construções ilegais, notadamente através de chantagem e violência física. Cerca de um ano depois, o ex-capitão da PM do Rio foi morto na zona rural da cidade de Esplanada, supostamente em um confronto com agentes da Polícia Militar do Estado da Bahia.
No final de janeiro de 2020, foi alvo de uma operação conjunta das polícias civis da Bahia e do Rio de Janeiro em um condomínio em Porto de Sauípe, Entre Rios, mas não foi localizado pelos agentes. No entanto, seria localizado no município de Esplanada em 9 de fevereiro. Segundo a versão oficial divulgada pelo governo da Bahia, quando os policiais o encontraram, Nóbrega teria efetuado disparos e, na troca de tiros, teria sido baleado e levado a um hospital da região antes de morrer. De acordo com o advogado de Adriano, o ex-policial temia ser assassinado em uma "queima de arquivo".
Ronald Paulo Alves Pereira, também conhecido como Major Ronald ou Tartaruga, foi um segundo Líder do Escritório do Crime; ele era major da PM e controlava Muzema e o mercado imobiliário ilegal da milícia, responsável por grilagem de terras e agiotagem, e atuou como grileiro na Vargem Grande e Vargem Pequena. Ele também foi homenageado pelo então deputado estadual Flávio Bolsonaro. O Major foi preso na Operação "Os Intocáveis".

## Operação Tânatos
O Escritório do Crime foi alvo de uma operação da Polícia Civil e do Ministério Público do estado do Rio de Janeiro em 2020. 4 mandados de prisão e 20 de buscas foram efetuados na Operação Tânatos. Numa das denúncias apresentadas, descreve o MPRJ que na atuação do grupo criminoso há emprego ostensivo de armas de fogo de grosso calibre. A agressividade e destreza nas ações finais revelam um padrão de execução. "Fortemente armados e com trajes que impedem identificação visual, tais como balaclavas e roupas camufladas, os atiradores desembarcam do veículo e progridem até o alvo executando-o sem chances de defesa", dizia uma nota divulgada pelo Ministério Público do Rio na época da operação.
Os irmãos Leonardo Gouvea da Silva, o Mad, e Leandro Gouvea da Silva, o Tonhão, jogavam bola com o miliciano Adriano da Nóbrega em Quintino, Zona Norte do Rio, durante a infância. Com a morte de Adriano, em fevereiro deste ano, Mad assumiu a liderança do Escritório do Crime. Tonhão, por sua vez, se tornou braço-direito de Mad e também motorista da quadrilha.
Com a prisão de Mad e seus asseclas, não há mais informações de atividades do grupo atualmente.
Em 29 de maio de 2024, a Justiça do Rio de Janeiro condenou Leandro Gouvêa da Silva, o Tonhão, e Leonardo Gouvêa da Silva, o Mad, a 26 anos e 8 meses em regime fechado pelo homicídio do contraventor Marcelo Diotti da Mata em 2018.